# 474年
| 千纪： | 1千纪                                                                                           |
| 世纪： | 4世纪 \| 5世纪 \| 6世纪                                                                         |
| 年代： | 440年代 \| 450年代 \| 460年代 \| 470年代 \| 480年代 \| 490年代 \| 500年代                       |
| 年份： | 469年 \| 470年 \| 471年 \| 472年 \| 473年 \| 474年 \| 475年 \| 476年 \| 477年 \| 478年 \| 479年 |
| 纪年： | 甲寅年（虎年）；北魏延兴四年；南朝宋元徽二年；柔然永康十一年；高句丽建兴三年                    |

## 大事记
- 1月18日，利奧二世成为东罗马帝国的皇帝。
- 2月9日，芝諾成为东罗马帝国的皇帝。
- 6月，格利塞里乌斯成为西羅馬帝國的皇帝。
- 南朝宋宗室劉休範起兵直撲建康，但被羽林兵擊潰。

## 逝世
- 利奧一世（401年，73岁），東羅馬帝國皇帝。
- 利奧二世（467年，7岁），東羅馬帝國皇帝。
- 狄奥德米尔，東哥德人的王。
- 6月22日——劉休範，宋文帝劉義隆第十八子。